# Höjdhopp för herrar i friidrott vid olympiska sommarspelen 2024
Herrarnas höjdhopp vid olympiska sommarspelen 2024 avgjordes den 7 och 10 augusti 2024 på Stade de France i Frankrike. 32 idrottare från 22 nationer deltog i tävlingen. Det var 30:e gången grenen fanns med i ett OS och den har funnits med i varje OS sedan 1896.

Video på finalen.

I finalen var fyra idrottare kvar i tävlingen vid höjden 2,36 meter. Stefano Sittole rev tre gånger och var ute. Shelby McEwen och Hamish Kerr klarade höjden på sina första försök. Den regerande olympiske mästaren Mutaz Essa Barshim rev två gånger på den höjden men sparade sitt sista försök till nästa höjd på 2,38. Han rev på sitt försök och fick där med bronset. Sedan missade McEwen och Kerr båda sina tre försök på 2,38, som skulle bli deras personliga rekord. För att skilja på dem började en skiljehoppning.
De fick var sitt fjärde försök på 2,38 som första steg. Hoppordningen förblev densamma, McEwen hoppade först och sen Kerr. Båda missade igen. Till nästa steg sänktes höjden till 2,36 men återigen missade båda. Nästa försök var på 2,34. Båda var nu inne på sitt 14:e hopp i tävlingen. McEwen missade men Kerr klarade höjden. Han hoppade upp från mattan och sprang in på innerplanen för att fira sin seger.
| Spel            | Guld                    | Silver            | Brons                    |
| Höjdhopp herrar | Hamish Kerr Nya Zeeland | Shelby McEwen USA | Mutaz Essa Barshim Qatar |

## Kvalificering till OS-grenen
Kvalificeringsperioden för herrarnas höjdhopp var mellan 1 juli 2023 och 30 juni 2024. 32 idrottare kvalificerade sig till evenemanget, med högst tre idrottare per nation, genom att klara av kvalificeringsstandarden 2,33 meter eller genom sin världsranking i friidrott för denna gren.

## Schema
Alla tider är CET.
| Datum           | Tid   | Omgång |
| --------------- | ----- | ------ |
| 7 augusti 2024  | 10:05 | Kval   |
| 10 augusti 2024 | 19:00 | Final  |

## Rekord
Innan tävlingens start fanns följande rekord:
| Rekord           | Idrottare              | Höjd | Plats              | Datum        |
| ---------------- | ---------------------- | ---- | ------------------ | ------------ |
| Världsrekord     | Javier Sotomayor (CUB) | 2,45 | Salamanca, Spanien | 27 juli 1993 |
| Olympiskt rekord | Charles Austin (USA)   | 2,39 | Atlanta, USA       | 28 juli 1996 |

| Område                                   | Höjd      | Idrottare                                    | Nation                                |
| ---------------------------------------- | --------- | -------------------------------------------- | ------------------------------------- |
| Afrika                                   | 2,38      | Jacques Freitag                              | Sydafrika                             |
| Asien                                    | 2,43      | Mutaz Essa Barshim                           | Qatar                                 |
| Europa                                   | 2,42      | Patrik Sjöberg Carlo Thränhardt (I.H.)       | Sverige · Västtyskland                |
| Nordamerika, Centralamerika och Karibien | 2,45 0VR0 | Javier Sotomayor                             | Kuba                                  |
| Oceanien                                 | 2,36      | Tim Forsyth Brandon Starc Hamish Kerr (I.H.) | Australien · Australien · Nya Zeeland |
| Sydamerika                               | 2,33      | Gilmar Mayo                                  | Colombia                              |

## Resultat
Noteringarnas förklaring finns längst ner.

### Kval
Idrottarna behövde klara av kvalgränsen 2,29 meter 0Q0 eller hamna på de 12 första platserna 0q0 för att gå till final.
| Plac. | Grupp | Idrottare          | Nation      | 2,15 | 2,20 | 2,24 | 2,27 | 2,29 | Höjd | Notering |
| ----- | ----- | ------------------ | ----------- | ---- | ---- | ---- | ---- | ---- | ---- | -------- |
| 1     | A     | Shelby McEwen      | USA         | o    | –    | o    | o    | r    | 2,27 | 0q0      |
| 2     | B     | Hamish Kerr        | Nya Zeeland | o    | xxo  | xo   | o    | r    | 2,27 | 0q0      |
| 3     | A     | Mutaz Essa Barshim | Qatar       | o    | o    | o    | xo   | r    | 2,27 | 0q0      |
| 3     | A     | Woo Sang-hyeok     | Sydkorea    | o    | o    | o    | xo   | r    | 2,27 | 0q0      |
| 5     | A     | Ryoichi Akamatsu   | Japan       | o    | o    | xxo  | xo   | r    | 2,27 | 0q0 SB0  |
| 6     | A     | Stefano Sottile    | Italien     | o    | o    | o    | xxx  |      | 2,24 | 0q0      |
| 6     | B     | Gianmarco Tamberi  | Italien     | –    | o    | o    | xxx  |      | 2.24 | 0q0      |
| 8     | B     | Romaine Beckford   | Jamaica     | o    | xo   | o    | xxx  |      | 2,24 | 0q0      |
| 9     | A     | Brian Raats        | Sydafrika   | o    | xxo  | o    | xxx  |      | 2,24 | 0q0      |
| 9     | A     | Jan Štefela        | Tjeckien    | o    | xxo  | o    | xxx  |      | 2,24 | 0q0      |
| 11    | B     | Oleh Doroshchuk    | Ukraina     | o    | o    | xo   | xxx  |      | 2,24 | 0q0      |
| 12    | B     | Tihomir Ivanov     | Bulgarien   | o    | xo   | xo   | xxx  |      | 2,24 | 0q0      |
| 13    | B     | Brandon Starc      | Australien  | xxo  | xo   | xo   | xxx  |      | 2,24 | 0SB0     |
| 14    | A     | Luis Zayas         | Kuba        | o    | o    | xxo  | xxx  |      | 2,24 |          |
| 15    | A     | Luis Castro        | Puerto Rico | o    | o    | xxx  |      |      | 2,20 |          |
| 15    | B     | Fernando Ferreira  | Brasilien   | o    | o    | xxx  |      |      | 2,20 |          |
| 15    | B     | Erick Portillo     | Mexiko      | o    | o    | xxx  |      |      | 2,20 |          |
| 15    | A     | Edgar Rivera       | Mexiko      | o    | o    | xxx  |      |      | 2,20 |          |
| 19    | B     | Thomas Carmoy      | Belgien     | o    | xo   | xxx  |      |      | 2,20 |          |
| 19    | B     | JuVaughn Harrison  | USA         | o    | xo   | xxx  |      |      | 2,20 |          |
| 19    | A     | Wang Zhen          | Kina        | o    | xo   | xxx  |      |      | 2,20 |          |
| 22    | A     | Alperen Acet       | Turkiet     | xxo  | xo   | xxx  |      |      | 2,20 |          |
| 23    | B     | Yual Reath         | Australien  | o    | xxo  |      |      |      | 2,20 |          |
| 23    | B     | Tomohiro Shinno    | Japan       | o    | xxo  | xxx  |      |      | 2,20 |          |
| 25    | B     | Sarvesh Kushare    | Indien      | o    | xxx  |      |      |      | 2,15 |          |
| 25    | A     | Vladyslav Lavskyy  | Ukraina     | o    | xxx  |      |      |      | 2,15 |          |
| 27    | B     | Joel Baden         | Australien  | xo   | xxx  |      |      |      | 2,15 |          |
| 28    | A     | Vernon Turner      | USA         | xxo  | xxx  |      |      |      | 2,15 |          |
|       | A     | Donald Thomas      | Bahamas     | xxx  |      |      |      |      | 0NM0 |          |
|       | B     | Tobias Potye       | Tyskland    | xxx  |      |      |      |      | 0NM0 |          |
|       | B     | Andriy Protsenko   | Ukraina     | xxx  |      |      |      |      | 0NM0 |          |

### Final
| Plac. | Idrottare          | Nation      | Huvudtävling | Huvudtävling | Huvudtävling | Huvudtävling | Huvudtävling | Huvudtävling | Huvudtävling | Skiljehoppning | Skiljehoppning | Skiljehoppning | Höjd | Notering |
| Plac. | Idrottare          | Nation      | 2,17         | 2,22         | 2,27         | 2,31         | 2,34         | 2,36         | 2,38         | 2,38           | 2,36           | 2,34           | Höjd | Notering |
| ----- | ------------------ | ----------- | ------------ | ------------ | ------------ | ------------ | ------------ | ------------ | ------------ | -------------- | -------------- | -------------- | ---- | -------- |
| 1     | Hamish Kerr        | Nya Zeeland | o            | o            | o            | xxo          | o            | o            | xxx          | x              | x              | o              | 2,36 | =0AR0    |
| 2     | Shelby McEwen      | USA         | o            | o            | o            | o            | xxo          | o            | xxx          | x              | x              | x              | 2,36 | 0PB0     |
| 3     | Mutaz Essa Barshim | Qatar       | –            | o            | o            | o            | o            | xx-          | x            |                |                |                | 2,34 | 0SB0     |
| 4     | Stefano Sottile    | Italien     | o            | o            | o            | xo           | o            | xxx          |              |                |                |                | 2,34 | 0PB0     |
| 5     | Ryoichi Akamatsu   | Japan       | o            | o            | xo           | o            | xxx          |              |              |                |                |                | 2,31 | 0PB0     |
| 6     | Oleh Doroshchuk    | Ukraina     | o            | o            | xo           | xo           | xxx          |              |              |                |                |                | 2,31 | 0PB0     |
| 7     | Woo Sang-hyeok     | Sydkorea    | o            | o            | xo           | xxx          |              |              |              |                |                |                | 2,27 |          |
| 8     | Tihomir Ivanov     | Bulgarien   | xo           | o            | xo           | xxx          |              |              |              |                |                |                | 2,27 | 0SB0     |
| 9     | Jan Štefela        | Tjeckien    | xxo          | o            | xxx          |              |              |              |              |                |                |                | 2,22 |          |
| 10    | Romaine Beckford   | Jamaica     | o            | xo           | xxx          |              |              |              |              |                |                |                | 2,22 |          |
| 11    | Gianmarco Tamberi  | Italien     | –            | xxo          | xxx          |              |              |              |              |                |                |                | 2,22 |          |
| 12    | Brian Raats        | Sydafrika   | o            | xxx          |              |              |              |              |              |                |                |                | 2,17 |          |